# 公司稅
公司稅或企業稅是指針對公司（或類似性質法人）的收入或是資金的稅，大部份國家的公司稅都是由國家訂定，不過地方政府也可能有類似的稅制。公司稅可能是所得稅（營利所得稅）或是财富税，合伙企业一般不會課征國家級的公司稅。國家的公司稅可以適用於以下的公司或組織：
- 國家內的公司組織。
- 在此國執行業務，在此國有收入的公司。
- 在此國有常設機構的外國公司。
- 認為是此國稅務居民的公司。

公司所得稅一般以類似個人所得稅的方式認定，一般稅收是以公司的淨利為準。不過在一些司法管轄地區，公司所得稅的稅則和個人所得稅的稅則不同。有些企業行為（例如重組）不需課稅，而有些法人可以免稅。
政府會針對企業的淨利課稅，若公司有發放股息，也會對股票持有人課稅。若股息要課稅，公司需在發放股利前先預扣所得稅。

## 稅率
公司稅多半不會區分收入種類，會有一致的稅率，不過有些國家會針對公司營收金額的不同，給予不同的稅率，例如美國曾經針對收入在50,000美金以下的公司，稅率為15%，收入超過的部份其稅率較高，若營收金額超過一百萬美金以上的部份，稅率為35%。
| 國家     | 稅率/GDP | 國家       | 稅率/GDP |
| -------- | -------- | ---------- | -------- |
| 挪威     | 12.5     | 瑞士       | 3.3      |
| 澳洲     | 5.9      | 荷蘭       | 3.2      |
| 盧森堡   | 5.1      | 斯洛伐克   | 3.1      |
| 紐西蘭   | 4.4      | 瑞典       | 3.0      |
| 捷克     | 4.2      | 法國       | 2.9      |
| 南韓     | 4.2      | 愛爾蘭     | 2.8      |
| 日本     | 3.9      | 西班牙     | 2.8      |
| 義大利   | 3.7      | 波蘭       | 2.7      |
| 葡萄牙   | 3.6      | 匈牙利     | 2.6      |
| 英國     | 3.6      | 奧地利     | 2.5      |
| 芬蘭     | 3.5      | 希臘       | 2.5      |
| 以色列   | 3.5      | 斯洛維尼亞 | 2.5      |
| OECD平均 | 3.5      | 德國       | 1.9      |
| 丹麥     | 3.4      | 冰島       | 1.9      |
| 比利時   | 3.3      | 土耳其     | 1.8      |
| 加拿大   | 3.3      | 美國       | 1.8      |

以下是一些國家地区的公司稅：
- 澳洲：28.5%，不過有些特例的稅率會較低[3]。
- 加拿大：聯邦稅11%，或是聯邦稅15%加上各省的1%~16%[4]。
- 香港：16.5%[5]。
- 愛爾蘭：營業所得12.5%，業外所得25%[6]。
- 紐西蘭：28%
- 新加坡：自2010年起為17%，但一些新創企業可以有部份的減免[7]。
- 英國：2014-2015年為20%~21%[8]。
- 美國：聯邦稅為15%~35%[9]，州稅為0%~10%，在計算聯邦稅應稅所得時，可以抵減。有些城市會另計公司稅，最多9%，在計算聯邦稅應稅所得時，可以抵減。

## 外部連結
加拿大
- CRA main website （页面存档备份，存于）
- CRA gateway for corporations （页面存档备份，存于）
- CRA gateway to T2 returns （页面存档备份，存于）

英國
- HMRC main website （页面存档备份，存于）
- HMRC Introduction to Corporation Tax （页面存档备份，存于）

美國
- IRS main website* （页面存档备份，存于）
- IRS Publication 542, Corporations （页面存档备份，存于）